# 赤瓦もどむ
赤瓦 もどむ（あかがわら もどむ、2月6日 - ）は、日本の漫画家。鳥取県出身。血液型はA型。旧ペンネームは赤瓦 もどム。

## 略歴
- 2010年 - 第416回HMC（花とゆめ まんが家コース）優秀賞受賞（「朝顔と夕顔」）。
- 2011年 - 
  - 第58回BC（ビッグチャレンジ）賞準入選及び編集長期待賞（「妖屋へようこそ」）。
  - 『恩返しUMAうにょくらげ』（『ザ花とゆめ』2011年11月1日号）でデビュー[1]。
- 2015年 - 12月18日から2016年1月24日まで三省堂書店海老名店において原画展が開催された[2]。
- 2018年 - 5月26日に『兄友』の実写映画が公開された[3]。

## 作品リスト
特記する作品以外全て白泉社、花とゆめコミックスから刊行されている。
- 龍ヶ嬢七々々の埋蔵金（2013年 - 2015年、原作：鳳乃一真、キャラクター原案：赤りんご、作画：赤瓦もどむ、全2巻）
- 兄友（2015年 - 2018年、全10巻）
- ラブ・ミー・ぽんぽこ!（2019年 - 2021年、全5巻）
- あやかし世界へようこそ（2020年6月19日発売[4]、ISBN 978-4-592-22300-9）
  - 妖屋へようこそ（『ザ花とゆめ』2011年8月1日号、発表時は「赤瓦もどム」名義）
  - 夢喰いセラピー（『ザ花とゆめ』2013年2月1日号）
  - あやかしの一歩[5]（『ザ花とゆめ 無敵ガール』2019年3月1日号）
  - こころきく妖（『ザ花とゆめ』2012年11月1日号）
- 神さま学校の落ちこぼれ[6]（原作：日向夏、原作協力：星海社、作画：赤瓦もどむ、『花とゆめ』2021年17号[7][8] - 連載中、既刊11巻）
  1. 2022年1月20日発売[9][10]、『花とゆめ』2021年17号[7][8] - 19号、21号 - 22号、ISBN 978-4-592-22421-1
  2. 2022年5月20日発売[11]、『花とゆめ』2021年23号、2022年1号、3号 - 5号、ISBN 978-4-592-22422-8
    - 神さま学校の落ちこぼれ 第10話 another story[12]（『ザ花とゆめ ダークヒーローズ』2022年6月1日号）

  3. 2022年9月20日発売[13]、『花とゆめ』2022年7号 - 8号、10・11合併号 - 13号、ISBN 978-4-592-22423-5
  4. 2023年1月20日発売[14]、『花とゆめ』2022年15号 - 17号、19号 - 20号、ISBN 978-4-592-22424-2
    - 神さま学校の落ちこぼれ 番外編[15]（『ザ花とゆめ 転生』2022年12月1日号）

  5. 2023年5月19日発売[16]、ISBN 978-4-592-22425-9
  6. 2023年9月20日発売[17]、ISBN 978-4-592-22464-8
  7. 2024年1月19日発売[18]、ISBN 978-4-592-22472-3
  8. 2024年5月20日発売[19]、ISBN 978-4-592-22485-3
  9. 2024年9月20日発売[20]、ISBN 978-4-592-22498-3
  10. 2025年1月20日発売[21]、ISBN 978-4-592-22515-7
  11. 2025年5月20日発売[22]、ISBN 978-4-592-22532-4

### イラスト
- 神さま学校の落ちこぼれ（著者：日向 夏、イラスト：赤瓦 もどむ、協力：花とゆめ編集部（制作協力）、星海社FICTIONS、既刊2巻）
  1. 2022年1月20日発売[23][10]、ISBN 978-4-06-526778-3
  2. 2023年1月23日発売[24]、ISBN 978-4-06-530637-6

### 単行本未収録作品
- 朝顔と夕顔（『ザ花とゆめ』2010年12月1日号、「赤瓦もどム」名義）
- 恩返しUMAうにょくらげ（『ザ花とゆめ』2011年11月1日号、デビュー作[1]。）
- 好きです!スマートに返事してください!![25]（『花とゆめ』2013年11号別冊ふろく『スキップ・ビート!トリビュート YES, WE LOVE!』）
- モガミープリンセス♥（『ザ花とゆめ』2013年12月1日号）
- 龍ヶ嬢七々々の埋蔵金 出張版ショート（『花とゆめ』2014年2号、2014年9号）
- 龍ヶ嬢七々々の埋蔵金 コミックス発売記念出張ショート（『花とゆめ』2014年15号）
- 兄友（『ザ花とゆめ』2015年3月1日号）
- マーガレットの魔法[26]（『花とゆめ』2018年24号）
- For!!!! フルーツバスケット!!!![27]（『ザ花とゆめ キュート』2019年6月1日号）